# Corel PaintShop Pro
Corel PaintShop Photo是Windows系統上的一個老牌的電腦圖像編輯程式，不同於Photoshop等軟體以高階用戶為市場、走商用級的高價路線，Corel PaintShop Photo主要以初階用戶為目標，以相對實惠的價格，提供用戶簡單使用但又能有出色表現的操作方式與功能，所以長期受到廣大初階用戶的歡迎。自X3版起分為Pro版和Express 2010版。

## 歷史
第一個公開版本1.0於1992年推出，當時稱為「Paint Shop」，由Jasc Software所開發，此名稱因為和Adobe公司知名的Photoshop名稱容易混淆，所以後來改名為「Paint Shop Pro」，常簡稱為「PSP」。
2004年10月14日，Corel公司宣布收購Jasc Software，Paint Shop Pro因而納入Corel旗下，並冠上Corel成為「Corel Paint Shop Pro」，但Paint Shop Pro仍為一個註冊商標。為因應產品市場定位的調整，自11.00版（羅馬數字表示為XI）再改名「Corel Paint Shop Pro Photo」。自13.00版（羅馬數字表示為X3）再改名「Corel PaintShop Photo」，同時分為Pro版和Express 2010版。自14.00版（羅馬數字表示為X4）再改成「Corel PaintShop Pro」。

### 版本歷史
- 1990—beta? - 基於screenshot
- 1992—1.0 - 基於screenshot
- 1993年8月13日 - 2.00
- 1995年8月14日—3.11
- 1996年1月2日—3.12
- 1996年7月1日—4.00
- 1996年9月3日—4.10
- 1997年1月10日—4.12
- 1997年10月13日—4.14
- 1998年4月28日—4.15
- 1999年4月—4.15 SE
- 1998年4月6日—5.00
- 1998年6月15日—5.01
- 1999年5月10日—5.03
- 1999年9月13日—6.00
- 1999年12月15日—6.01
- 2000年2月7日—6.02
- 2000年9月21日—7.00
- 2001年2月11日—7.01
- 2001年3月5日—7.02
- 2001年8月22日—7.04
- 2002年6月2日—7.05
- 2003年4月28日—8.00
- 2003年6月17日—8.01
- 2003年10月7日—8.10
- 2004年8月18日—9.00
- 2004年9月21日—9.01
- 2005年9月8日—10.00
- 2006年9月12日—11.00
- 2006年12月18日—11.11
- 2007年2月16日—11.20
- 2007年9月5日—12.00
- 2007年10月31日—12.01
- 2008年9月9日—12.5
- 2010年1月25日—13.00
- 2011年9月7日—14.00

## 外部連結
- （页面存档备份，存于）